# Heraclia melanosoma
Heraclia melanosoma är en fjärilsart som beskrevs av Druce 1901. Heraclia melanosoma ingår i släktet Heraclia och familjen nattflyn. Inga underarter finns listade i Catalogue of Life.